# Tubulbaca
Tubulbaca (łac. Dioecesis Tubulbacensis) – stolica historycznej diecezji w Cesarstwie Rzymskim (prowincja Bizacena), współcześnie w Tunezji. Wzmiankowana w V wieku. Od 1933 katolickie biskupstwo tytularne. 

## Biskupi tytularni
| Lp. | Biskup                    | Funkcja                                | Od                   | Do               |
| --- | ------------------------- | -------------------------------------- | -------------------- | ---------------- |
| 1   | Pierre Samain             | biskup pomocniczy Tournai (Belgia)     | 31 maja 1967         | 28 lutego 1984   |
| 2   | Augustine Cheong Myong-jo | ordynariusz polowy Korei               | 23 października 1989 | 5 listopada 1998 |
| 3   | Denis Theurillat          | biskup pomocniczy Bazylei (Szwajcaria) | 7 kwietnia 2000      |                  |